# غريغ جونسون (لاعب كرلنغ)
غريغ جونسون (بالإنجليزية: Greg Johnson)‏ هو لاعب كرلنغ أمريكي، ولد في 25 يونيو 1975 في واوباكا في الولايات المتحدة.

## وصلات خارجية
- غريغ جونسون على موقع الاتحاد الدولي للكرلنغ (الإنجليزية)
- غريغ جونسون على موقع اللجنة الأولمبية والبارالمبية الأمريكية (الإنجليزية)